# Sadistic Intent
Sadistic Intent es una banda estadounidense de death metal proveniente de Los Ángeles, California.

## Biografía
Sadistic Intent se formó en 1987. Dos años después, lanzaron dos demos en formato casete titulados Conflict Within, y Rehersal '88, el cual estaba compuesto por diversos temas grabados en numerosos ensayos. Poco después, Sadistic Intent firmó con un sello discográfico recién fundado, Wild Rags. En 1990 lanzaron el EP Impending Doom, seguido de algunas giras realizadas en México y en Estados Unidos. Al año siguiente, después de que se suscitaran algunas disputas con el sello, ellos cancelaron el contrato, y poco después lanzaron independientemente una edición limitada de 1000 copias del EP A Calm Before The Storm. Poco después la banda tuvo problemas dentro de su alineación, lo que provocó que no lanzaran ningún álbum hasta 1993.
En 1994 Sadistic Intent lanzó el EP Resurrection, con el bajista Bay Cortez tomando el puesto de vocalista por primera vez. Después de que se suscitaran otros problemas con la alineación en 1995, la banda lanzó el EP Ancient Black Earth, siendo una edición limitada de tan sólo 500 copias a través de su propio sello discográfico, Dark Realm. Sadistic Intent también lanzó una canción tributo a Celtic Frost, "Return to the Eve", a través de Dwell Records. En 1998, lanzaron un álbum split con la banda alemana de Black metal Ungod a través de la disquera Merciless. El año 1999 vio más lanzamientos de álbumes tributo: el de la banda californiana Possessed, con la canción "The Exorcist" teniendo como vocalista invitado al propio Jeff Becerra; en el 2007 Sadistic Intent pasó a formar parte de Possessed después de que esta se volviera a formar. La otra canción tributo a través de Dwell fue "Necrophiliac" de la banda de thrash metal Slayer.
La carrera de la banda abarca más de dos décadas, algo que les ha hecho ganar un lugar respetado dentro de la comunidad metalera y la escena local de Los Ángeles, así como en la escena underground internacional.[cita requerida]

## Dark Realm (discográfica y tienda)
Sadistic Intent está ligado al sello y tienda discográfica Dark Realm Records, en Downey, California, desde que los dueños de esta, Bay Cortez y Rick Cortez, fundaron la banda. La tienda ha sido comparada en muchas ocasiones con la polémica Helvete fundada por Euronymous en Noruega, dedicada al black metal. El sello discográfico ha lanzado casi todos los trabajos de Sadistic Intent, además de bandas como Dark Angel, Pentacle, Witchmaster y Draconis.

## Integrantes

### Actuales
- Bay Cortez - bajo, voz
- Rick Cortez - guitarra
- Ernesto Bueno - guitarra
- Arthur Mendiola - batería

### Pasados
- Enrique Chavez - voz
- Vince Cervera - guitarra
- Carlos González - guitarra
- Joel Marquez - batería
- Emilio Marquez - batería
- Nicholas Barker - batería

## Discografía
- Conflict Within (Demo, 1989)
- Impending Doom (EP, 1990)
- A Calm Before the Storm (EP, 1991)
- Live at the Deathcave (Demo, 1993)
- Resurrection (EP, 1994)
- Ancient Black Earth (EP, 1997)
- Eternal Darkness/Phallus Cult (Split 7" EP con Ungod, 1998)
- Resurrection of the Ancient Black Earth (Best of/Compilation, 2000)
- Morbid Faith (EP, 2002)
- Ancient Black Earth (Compilation, 2007)
- Reawakening Horrid Thoughts (EP, 2014)
- Invocations of the Death-Ridden (Split con Pentacle, 2016)